# Thomas Berry

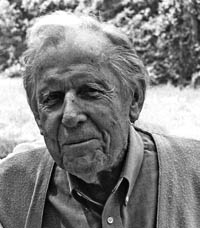
Thomas Berry

 Thomas Berry (Greensboro, 9 november 1914 - aldaar, 1 juni 2009) was een Amerikaans theoloog en cultuurhistoricus. Hij was vooral bekend als vertegenwoordiger van de deep ecology.
Berry doceerde aan verschillende universiteiten over de culturele erfenis van China en India en was vele jaren voorzitter van het "internationaal Teilhard de Chardin-genootschap". In zijn werken bestudeerde hij onder meer de deep ecologie. Volgens Berry is een goed begrip van de geschiedenis en van de werking van het universum in ontwikkeling, noodzakelijk voor het goed eigen functioneren als individu en als soort. In 1970 richtte hij het Riverdale Centers voor religieus onderzoek op in Riverdale.

## Werken
- The Dream of the Earth
- The Historical Theory of Giambattista Vico (1949)
- Buddhism (1968)
- The Religions of India (1972)
- The Dream of the Earth (1988)
- Befriending the Earth (with Thomas Clarke, 1991)
- The Universe Story From the Primordial Flaring Forth to the Ecozoic Era, A Celebration of the Unfolding of the Cosmos (met fysicus Brian Swimme, 1992)
- The Great Work: Our Way into the Future (1999), Bell Tower/Random House, NY, ISBN 0-609-80499-5
- Evening Thoughts: Reflecting on Earth as Sacred Community (2006), Essays, uitg. Mary Evelyn Tucker, A Sierra Club Book, ISBN 1-57805-130-4,

- Bibsys: 98018346
- Biblioteca Nacional de España: XX4805785
- Bibliothèque nationale de France: cb13745390f (data)
- CiNii: DA03945050
- Gemeinsame Normdatei: 122527348
- International Standard Name Identifier: 0000 0001 0788 0109
- Library of Congress Control Number: n80073568
- Nationale Bibliotheek van Letland: 000012434
- Bibliotheek van het Japanse parlement: 01187788
- Nationale Bibliotheek van Tsjechië: mzk2009502544
- Nationale Bibliotheek van Israël: 987007312471205171
- Nederlandse Thesaurus van Auteursnamen: 088984109
- SNAC: w6q24925
- Système universitaire de documentation: 070140626
- Trove: 792545
- Virtual International Authority File: 110733531
- WorldCat: E39PBJj4qhWD7wp6QFG7RhjjYP